# 莫桑比克副克奈氏魚
莫桑比克副克奈氏魚為輻鰭魚綱鼠鱚目尼羅魚科的其中一種，分布於非洲莫三比克的Pungwe及Buzi的淡水流域，體長可達6公分，棲息在中底層水域。